# V Brigada de Montaña
La V Brigada de Montaña "Gral. Manuel Belgrano" (Br M V) es una brigada del Ejército Argentino con comando en la guarnición de ejército de Salta y perteneciente a la 2.ª División de Ejército "Ejército del Norte" con comando en la Ciudad de Córdoba. Su jurisdicción se enmarca en las provincias del noroeste argentino.
Desde 1997 su comando tiene asiento en Salta, y guarniciones militares en Salta, Jujuy, La Rioja y Catamarca, constituyendo una gran unidad de montaña. Su nombre evocador del brigadier Manuel Belgrano rinde homenaje al prócer y general en jefe del Ejército del Norte de la guerra de la Independencia.

## Historia
En 1897, el ministro de Guerra y Marina Nicolás Levalle creó la División «Cuyo», con asiento en la ciudad de Mendoza. Su primer comandante fue el general de división Ignacio Fotheringham. Esta fecha se estableció como aniversario de la unidad.
En 1902 la División «Cuyo» cambió su nombre por 5.ª Región Militar.
En 1905 el Poder Ejecutivo Nacional por ley n.º 4301 asignó bajo su responsabilidad a las provincias de Santiago del Estero, Catamarca, Tucumán, Salta, Jujuy y el Territorio Nacional de Los Andes. El 19 de octubre de 1910 la ya denominada 5.ª División de Ejército se movió a Tucumán.
Permaneció en esa provincia hasta 1932, cuando se trasladó a la ciudad de Salta. En 1938 pasó a integrar el Segundo Ejército.
En 1964, la superioridad creó brigadas independientes en sustitución de las divisiones. Así, fue creada la V Brigada de Infantería, con comando en Tucumán, integrando el Tercer Cuerpo de Ejército, con comando en Córdoba. Estaba formada por el R19, el R20 y el R28, con asiento respectivamente en Tucumán, Salta y Tartagal.

### Operativo Independencia
Hacia 1974 surgió la guerrilla del ERP en áreas rurales de la provincia de Tucumán con el fin de generar una "zona liberada" de acuerdo a la teoría foquista. Así, el 5 de febrero de 1975, por orden del gobierno de la presidenta María Estela Martínez de Perón, el Ejército inició operaciones antiguerrilleras en la provincia de Tucumán, bajo la denominación Operativo Independencia. El peso del operativo estuvo a cargo de la V Brigada, al mando del general de brigada Acdel Vilas. La fuerza del ejército recurrió al uso de la tortura y desaparición de los guerrilleros y militantes políticos, sindicales y estudiantiles de Tucumán en lo que después se conocería como el terrorismo de Estado. El 18 de diciembre de 1975 fue relevado Vilas por el general Bussi, quien agudizó la represión y simultáneamente asumió el gobierno de la provincia con el golpe militar del 24 de marzo de 1976. El propio Vilas admitió la aplicación de las enseñanzas de los franceses que actuaron en Argelia e Indochina, y la persecución dirigida a la ideología comunista.
El 6 de enero del mismo año, habían fallecido el segundo comandante del Cuerpo III y el comandante de la V Brigada, generales Eugenio Salgado y Ricardo Muñoz, respectivamente, en accidente de aviación. El avión Twin Otter (AE-259) de la sección de aviación del Tercer Cuerpo se precipitó en las laderas del cerro Ñuñorco Chico. Perdieron la vida asimismo miembros del Estado Mayor de la Brigada.
Las unidades de la brigada (con apoyo de otras unidades de ejército) desplegaron fuerzas de tareas en el interior provincial, con un relevo cada 45 días. El general Vilas instaló su puesto de comando táctico en el pueblo de Famaillá. El 14 de febrero llegó el primer combate en Río Pueblo Viejo, el 27 de mayo resultó frustrado un asalto al puesto de comando en Manchalá el combate en Potrero Negro y finalmente en octubre un feroz combate en Acheral terminó con la derrota casi total del ERP.
Con la implantación de zonas militares en 1976, la V Brigada constituyó la Subzona 32, conformada por el Área 321 (provincia de Tucumán), el Área 322 (provincia de Salta) y el Área 323 (provincia de Jujuy). Como apoyo directo contaba con dos unidades de inteligencia: el Destacamento de Inteligencia 142 de Tucumán y el Destacamento de Inteligencia 143 de Salta.

### Crisis con Chile y Guerra de las Malvinas
En 1978 la Brigada movilizó sus elementos a San Antonio de los Cobres en el marco de la crisis entre Argentina y Chile de 1978. En 1982 se desplazó nuevamente por la guerra de las Malvinas.

### Décadas de 1980 y 1990
En 1988, el gobierno de Jujuy donó la «Bandera Nacional de Nuestra Libertad Civil» al Comando de la Brigada. El general Manuel Belgrano había donado esa bandera al pueblo jujeño después de la batalla de Salta, en reconocimiento del éxodo jujeño, en 1812. A partir de su adopción, la bandera se hace presente en todas las formaciones en las que participa el Comando de la Brigada, junto con la bandera de guerra.
En el año 1992 cambió su nombre por el de V Brigada Motorizada. Dentro de una reorganización que buscaba concentrar a la Brigada en Salta, en 1997, se trasladó a la Guarnición de Ejército «Salta», ocupando el edificio que fuera de la 5.ª División de Ejército.
Se llevó a cabo un proceso de mecanización de las unidades de la V Brigada.
En 1998 adquirió el nombre V Brigada Mecanizada, que mantuvo hasta 2007, cuando adoptó el nombre V Brigada de Montaña «General Manuel Belgrano». Esta última modificación respondió a que la montaña constituye el ambiente geográfico donde opera esta brigada. Su jurisdicción se constituye por las provincias de Salta, Jujuy, Tucumán, La Rioja y Catamarca.
Su nombre histórico «General Manuel Belgrano» se lo impuso el jefe del Estado Mayor General del Ejército mediante una resolución en diciembre de 1997. En honor a Manuel Belgrano, que se destacó como general en jefe del Ejército del Norte.

### Ascensiones
En enero de 2013, la V Brigada participó de la Operación Aconcagua. Entre el 18 y 19 del mencionado mes y año, un total de 54 militares de las Brigadas V (14), VI (4) y VIII (36) alcanzaron la cima del Aconcagua. La Operación fue la primera ascensión en la que participan las tres brigadas de montaña del EA.
El 6 de noviembre de 2014, la V Brigada de Montaña compartió una ascensión con la I División de Ejército del Ejército de Chile. Se trató de un hecho sin precedentes que procuró fomentar la amistad entre las dos naciones. Se hizo cima en el cerro Zapaleri (5650 m s. n. m.), el cual constituye un punto trifinio entre la Argentina, Bolivia y Chile. El Regimiento de Infantería de Montaña 20 y el Grupo de Artillería de Montaña 5 tomaron parte en la cordada.

### Apoyo a la comunidad
En 2020, con motivo de la emergencia hídrica declarada en la provincia de Salta, el Ministerio de Defensa puso en marcha la "Operación Fotheringham", poniendo el despliegue de personal y medios de la Br M V para la potabilización y distribución de agua a las zonas afectadas.

### Pandemia de coronavirus de 2019-2020
En el año 2020, se desató una pandemia de enfermedad por coronavirus de 2020 en Argentina. El Ejército Argentino creó 14 comandos conjuntos de zonas de emergencia y 10 fuerzas de tarea para proporcionar ayuda humanitaria. La V Brigada de Montaña asumió el Comando de la Zona de Emergencia Salta (CZESA).

## Nombres
La gran unidad de combate tuvo muchos nombres antes que el actual:
- División Cuyo (1897-1902)
- 5.ª Región Militar (1902-1910)
- 5.ª División de Ejército (1910-1964)
- V Brigada de Infantería (1964-1992)
- V Brigada Motorizada (1992-1998)
- V Brigada Mecanizada (1998-2007)

## Asientos
El Comando de la Brigada de Montaña V ha residido en otros lugares antes del actual:
- Guarnición de Ejército «Mendoza» (1897-1910)
- Guarnición de Ejército «Tucumán» (1910-1932)
- Guarnición de Ejército «Salta» (1932-1961)
- Guarnición de Ejército «Tucumán» (1961-1997)
- Guarnición de Ejército «Salta» (1997-presente)

## Condecoraciones
En 1988 el gobierno de la provincia de Jujuy otorgó la «Bandera Nacional de Nuestra Libertad Civil». La misma había sido otorgada por Manuel Belgrano el 25 de mayo de 1813 al pueblo jujeño después de ganar la Batalla de Salta, por el Éxodo jujeño en 1812 y su participación en la Guerra de la Independencia Argentina.

## Organización

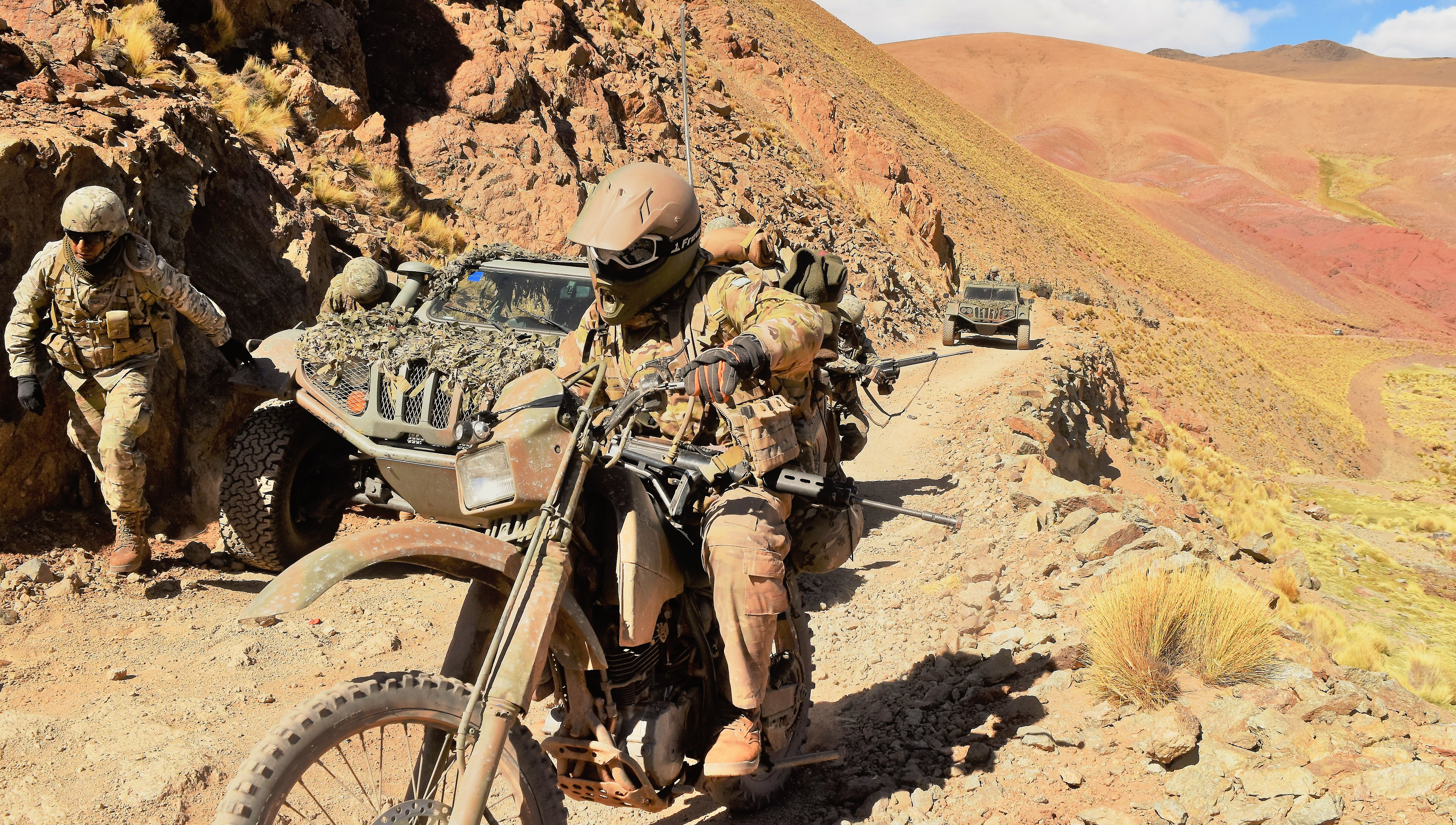
Efectivos de la V Brigada, año 2019.

- Comando de la V Brigada de Montaña «General Manuel Belgrano» (Cdo Br M V). Guar Ej Salta (SA).[21][22]
  - Regimiento de Infantería de Montaña 15 «General Francisco Ortiz de Ocampo» (RIM 15). Guar Ej La Rioja (LR).
  - Regimiento de Infantería de Montaña 20 «Cazadores de los Andes» (RIM 20). Guar Ej Jujuy (JY).
  - Regimiento de Caballería de Exploración de Montaña 5 «General Güemes» (RC Expl M 5). Guar Ej Salta (SA).
  - Compañía de Cazadores de Montaña 5 (Ca Caz M 5). Guar Ej Jujuy (JY).
  - Grupo de Artillería de Montaña 5 (GAM 5). Guar Ej Jujuy (JY).
  - Batallón de Ingenieros de Montaña 5 «General de División Enrique Mosconi» (B Ing M 5). Guar Ej Salta (SA). Es la UMRE V.
  - Compañía de Ingenieros de Construcciones de Montaña 5 (Ca Ing Const M 5). Guar Ej La Rioja (LR).
  - Compañía de Comunicaciones de Montaña 5 «Teniente Coronel Gerónimo de Helguera» (Ca Com M 5). Guar Ej Salta (SA).
  - Sección de Aviación de Ejército de Montaña 5 (Sec Av Ej M 5). Guar Ej Salta (Aeropuerto Int. M. M. de Güemes, SA).
  - Compañía de Inteligencia 5 «Mayor Humberto Viola» (Ca Icia 5). Guar Ej Salta (SA).
  - Sección de Inteligencia de Montaña «Jujuy» (Sec Icia M Jujuy). Guar Ej Jujuy (JY).
  - Sección de Inteligencia Adelantada «La Rioja» (Sec Icia Adel La Rioja). Guar Ej La Rioja (LR).
  - Base de Apoyo Logístico «Salta» (BAL Salta). Guar Ej Salta (SA) y custodia el ex-arsenal en Las Talitas (TU).
  - Grupo de Vigilancia de Cuartel «San Antonio de los Cobres» (Gpo Vig Cu San Antonio de los Cobres, SANCO). Cu Ej San Antonio de los Cobres (SA).
  - Delegación del Estado Mayor General del Ejército en la provincia de Catamarca (DEMGE Provincia de Catamarca). Asiento: San Fernando del Valle de Catamarca (CA).[23]
  - Delegación del Estado Mayor General del Ejército en la provincia de Santiago del Estero (DEMGE Provincia de Santiago del Estero). Asiento: Santiago del Estero (SE).[24][25]